# 米国福音教会
米国福音教会（The Evangelical Association）は、アメリカ合衆国のメソジスト系のキリスト教の団体である。
1816年にジェイコブ・オルブライトが、ペンシルベニア州のドイツ人移民の間に福音教会連合を設立する。この団体はアメリカ西部に中心を置いて福音教会になる。
1876年(明治9年)日本へ、A・ハーンフーバー、F・C・クレッカー、R・ハドソンらの宣教師を派遣し教会を形成する。
クレッカーは1877年(明治10年)に京橋に和泉福音教会を設立する。死後に、築地新富橋に築地福音教会(クレッカー記念教会)を設立する。